# Der Nervtöter
Der Nervtöter ist eine deutsche komödiantische Fernsehserie, die vom Juli bis September 1973 im ZDF gesendet wurde. Das Buch schrieb Dieter Werner, Regie führte in allen Episoden Thomas Fantl.

## Handlung
Herr Linderode ist nett und freundlich und möchte seinen Mitmenschen nur Gutes tun. Er ist jedoch sehr ungeschickt und so fallen seine Bemühungen eher zum Nachteil anderer aus, weswegen sie ihn als Nervtöter empfinden.

## Episodenliste
- 1. Der barmherzige Samariter
- 2. Ein schwerer Fall
- 3. Hohe Politik
- 4. Alte Kameraden
- 5. Die Axt im Haus
- 6. Auf heißer Fährte

## DVD-Veröffentlichung
Am 5. Februar 2021 soll eine DVD-Box von Pidax-Film mit fünf der sechs Episoden erscheinen. Die Folge Hohe Politik gilt als verschollen.